# 宇都宮新八郎
宇都宮 新八郎（うつのみや しんぱちろう、1890年6月15日 - 1952年1月7日）は、現在の栃木県鹿沼市出身で出羽海部屋（当時は出羽ノ海部屋）に所属した大相撲力士。本名は上沢 新七郎。現役時代の体格は182cm、98kg。最高位は前頭2枚目。話のうまさで知られ、明治～大正期の相撲界の語り部として代表的な存在であった。

## 来歴・人物
常陸山の出羽ノ海に入門、1907年1月初土俵を踏む。1912年5月新十両。1913年5月新入幕。長身を生かした突っ張り、吊りで責める取り口は豪快だが粗雑で、幕内下位で二度の8勝2敗がある以外2～5勝の成績に終始した。
現役時代のある時、師匠常陸山の代理で海軍提督たちの宴席に出席したが、ささいなことから料亭の従業員と大喧嘩になってしまう。このために破門にされそうになったが、常陸山と交際のあった（義兄弟の盃を交わした仲であった）八代六郎大将が仲裁に入って救われた。この一件で海軍幹部たちにも威勢の良い力士として知られることになり、海軍記念日の訪問興行の折東郷平八郎元帥から声をかけられたこともあったという。
引退後、年寄・放駒、のち九重を襲名。日本相撲協会の理事もつとめたが、ものごとをはっきり言い過ぎる性格のため他の理事と対立、一時除名処分を受けた。
口が大きく「ガマ」のあだ名があった。当人も「明治の三ガマといったら、浪曲の桃中軒雲右衛門、女優では松井須磨子、角界ではかくいう宇都宮新八郎だ」と称していた。
本家の出羽海部屋よりも郷里の後輩である栃木山守也の春日野部屋に入り浸ることが多く、新弟子時代の栃木山にシャモの肉をふるまった話をいつもするので、栃錦清隆ら春日野の弟子たちは「シャモの親方」とあだ名した。

## 主な成績
- 幕内在位：17場所
- 幕内成績：57勝57敗8分預48休　勝率.500